# Gunnar Mogens Dahl
Gunnar Mogens Dahl (7. maj 1917 – 9. august 1944) var en dansk modstandsmand.
Han var medlem af modstandsgruppen BOPA, henrettet ved skydning af Gestapo sammen med 10 andre fanger fra Shellhuset i København.
Han var på vej til Frøslevlejren om bord på en lastbil, der standsede ved Rorup nær Osted mellem Roskilde og Ringsted.
Iført håndjern blev alle 11 bedt om, at træde af på ”naturens vegne” og alle blev skudt af Gestapo, angiveligt under flugtforsøg.